# 刑事手続
刑事手続（けいじてつづき）とは、犯罪事件の犯人を明らかにするとともに証拠を収集して犯罪の事実を確定し、刑事裁判により科すべき刑罰を定める手続のこと。日本においては、捜査（起訴を含む）と公判の2つの段階に分かれる。

## 日本における刑事手続の概要
日本における刑事手続の流れは、事件の性質・軽重等によって違ってくる。以下に典型的な例を説明する。
- 事件発生→警察による捜査→検察官送致→検察官による捜査→起訴または不起訴→起訴（公判請求or略式命令請求）→公判手続or略式手続
  - 捜査から起訴の過程において、逮捕・勾留がなされることもある。なお、上記は警察等（司法警察員）において捜査が開始された場合であり、検察官が捜査を開始した場合には（管轄違いの場合を除き）検察官送致はなされない。
- 事件発生→警察による捜査→微罪処分（警察限りの措置として検察官に送致を要しない処分）